# George Washington Vanderbilt III
George Washington Vanderbilt III (New York, 1914 – San Francisco 24 juni 1961) was een lid van de zeer rijke Amerikaanse familie van Nederlandse afkomst Vanderbilt en een bekend zeiler en wetenschappelijk onderzoeker.
Hij was de zoon van Alfred Gwynne Vanderbilt en zijn tweede vrouw Margaret Emerson. Hij werd vernoemd naar overgrootoom George Washington Vanderbilt en zijn oudoom George Washington Vanderbilt II. Hij was de broer van Alfred Gwynne Vanderbilt II en halfbroer van William Henry Vanderbilt III. Zijn vader verdronk met de ondergang van de Lusitania in 1915, toen George pas één jaar oud was. Hierdoor erfde hij 40 miljoen dollar.
Hij kreeg via de vader van zijn moeder de liefde voor het zeilen op jonge leeftijd bijgebracht en gebruikte zijn rijkdom voor wetenschappelijke expedities. In 1936 en 1937 sponsorde George Vanderbilt autoraces voor de Vanderbilt-Cup, maar het leven in de zee interesseerde hem het meest. De verschillende jachten die hij bezat werden daarvoor gebruikt. Zijn reizen brachten hem in 1934 naar Afrika en in 1937 met de schoener Cressida naar Sumatra waar hij systematisch 10.000 vissoorten onderzocht. In 1941 voer hij voor zijn vijfde expeditie met zijn schoener Pioneer naar de Bahama's, Caribische Zee, Panama, de Galapagoseilanden en de westelijke eilanden van Mexico.
Hij stichtte de George Vanderbilt Foundation voor wetenschappelijk onderzoek buiten de universitaire wereld.
Hij trouwde in 1948 met Anita Zabala, van wie hij na twaalf jaar weer scheidde. Zijn huwelijk bleef kinderloos. Hij pleegde zelfmoord op 24 juni 1961 toen hij in dronken staat van de tiende verdieping van het Mark Hopkins Hotel in San Francisco viel. De oorzaak lag mede in de zakelijke tegenslagen waar hij niet mee kon omgaan.